# 劉胤 (南朝)
汝陰王劉胤（5世紀—515年2月21日），彭城郡彭城縣人，南朝宋宗室疏族，南朝齊、南朝梁二王後之一。

## 生平
南朝齊建元元年（479年）五月，齊高帝將身為前朝遜帝的汝陰王劉準暗中殺害。隨後，齊高帝將前朝近支宗室男性全部誅殺。而後，身為宋武帝高祖父劉旭孫後代的劉季連等人亦將被納入誅殺之列，因太宰褚淵固請而得以豁免。
建元元年八月（479年），齊高帝下詔削除魏室之後陳留王曹粲之爵，汝陰王遂與晉室之後零陵王成為齊朝二王後。
建元元年十月八日（479年11月7日），同為彭城人的宋室疏族劉胤襲封汝陰郡王。
南朝梁天監元年（502年），梁武帝代齊，封遜帝蕭寶融為巴陵郡王，又削除前朝封爵，只有汝陰王劉胤的爵位得以保留，零陵王因已非二代之後而被削爵。汝陰王遂與巴陵王成為梁朝二王後。
天監十四年正月二十二日（515年2月21日），汝陰王劉胤去世。劉端後襲爵。